# Karl-Olof Robertson
Karl-Olof Robertson, född 7 december 1918 i Jönköping, Jönköpings län, död 18 mars 2009 i Huskvarna, Jönköpings län, kyrkomusiker och tonsättare i Huskvarna.
Robertson har bl.a. tonsatt ett 10-tal psalmer i Den svenska psalmboken 1986, bl.a. nr 66 En såningsman går där, nr 85 Som mannen och kvinnan och nr 292b Jublande lyfter vi här våra händer.

## Verklista

### Psalmer
Nummer efter Den svenska psalmboken 1986.
- 66 En såningsman går där (Anders Frostenson)
- 85 Som mannen och kvinnan (Jan Arvid Hellström)
- 292b Jublande lyfter vi här våra händer
- 357 Någon du känner är din bäste vän (Bo Setterlind)
- 426b Hör du rösten
- 457 Domen över världen går
- 459 Den tunga dagen går mot natt till sist
- 591 Det kan vi göra för rätt och för fred
- 655 Se, din konung kommer till dig
- 658 Hos dig är livets källa